# Andelsbuch
Andelsbuch település Ausztria legnyugatibb tartományának, Vorarlbergnek a Bregenzi járásában található. Területe 19,56 km², lakosainak száma 2 384 fő, népsűrűsége pedig 120 fő/km² (2014. január 1-jén). A település 613 méteres tengerszint feletti magasságban helyezkedik el.

## Fordítás
- Ez a szócikk részben vagy egészben  az   Andelsbuch című angol Wikipédia-szócikk ezen változatának fordításán alapul.  Az eredeti cikk szerkesztőit annak laptörténete sorolja fel. Ez a jelzés csupán a megfogalmazás eredetét és a szerzői jogokat jelzi, nem szolgál a cikkben szereplő információk forrásmegjelöléseként.